# Скарчиа, Джанроберто
Джанроберто Скарчиа (Рим, 11 марта 1933 — там же, 1 июля 2018) — итальянский востоковед, лингвист и переводчик.

## Биография
Ученик Алессандро Баусани, был одним из крупнейших итальянских востоковедов, а также одним из ведущих специалистов по Ирану. Библиография Джанроберто Скарчиа широка и эклектична. Она включает в себя многочисленные работы по иранистике, исламоведению, славистике, истории религий, истории искусства, эстетике и философии.
Он переводил поэзию и литературу с русского и с основных языков мусульманского мира на итальянский язык, получив широкое признание, в том числе, в 2000 году, Национальную переводческую премию, присужденную Министерством культуры Италии. Его научные исследования затрагивают, в частности, на литературу и искусство Персии, мусульманское право и исторические проблемы исламизации Ближнего Востока.

## Учёба и академическая деятельность
После посещения классической средней школы Эннио Квирино Висконти, летом 1955 года Скарчиа окончил с отличием юридический факультет Римского университета Ла Сапиенца. В 1970 году в том же университете он выиграл конкурс на кафедру «Исламистики». В 1973—1976 годах был деканом факультета иностранных языков и литературы Венецианского университета Ка-Фоскари. В 1967-1998 годах он был профессором кафедры «Иранский язык и литература» и «История религий Ирана и Центральной Азии» в том же университете. В 1998-2008 годах — профессор «Истории арабо-исламской цивилизации» также в Ка-Фоскари; и, наконец, почётный профессор .